# إيريني فاسيليو
إيريني فاسيليو (باليونانية: Εἰρίνη Βσαλιοίου ؛ ولدت في 18 مارس 1990)، عداءة يونانية شاركت في سباق 400 متر في بطولة أوروبا لألعاب القوى 2016. وفي الألعاب الأولمبية الصيفية 2016 ودورة الألعاب الأولمبية الصيفية 2020 ، تنافست في سباق 400 متر. شقيقتها التوأم آنا هي أيضًا لاعبة رياضية بطول 400 متر.